# Willy von Haeseler

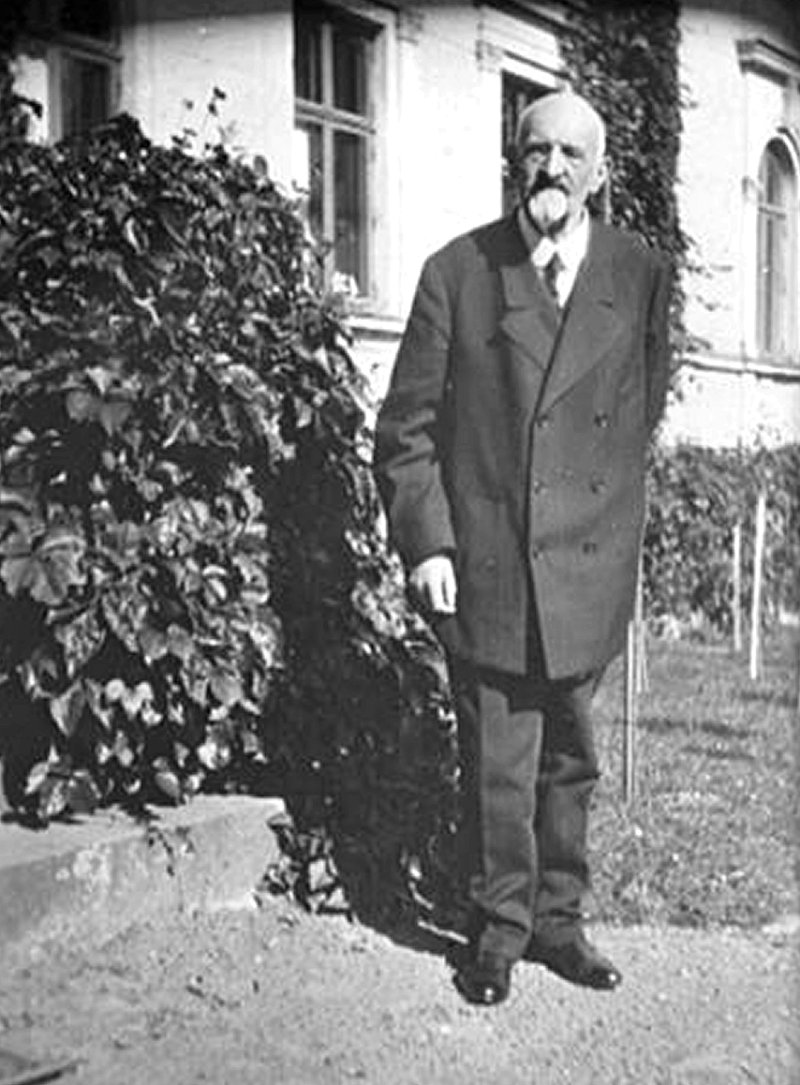
Willy von Haeseler 1920

Willy Karl Heinrich Martin Gottlieb von Haeseler (* 13. Oktober 1841 auf Gut Brookhusen; † 4. März 1927 in Schwerin) war ein preußischer Generalleutnant.

## Leben
Willy von Haeseler entstammte der 1801 in den Reichsadelsstand erhobenen mecklenburgischen Linie eines im 16. Jahrhundert in Goslar lebenden Geschlechts Haeseler. Sein Urururgroßvater war der Braunschweiger Heinrich Haeseler (1629–1709), Großvater der 1733 nobilitierten Magdeburger Brüder August und Gottlieb von Haeseler und damit gemeinsamer Vorfahr beider adliger Familienlinien. Willy von Haeseler war der älteste Sohn des Wilhelm von Haeseler (1810–1887) und dessen erster Ehefrau Auguste, geborene Koester (1816–1841), die nur 18 Tage nach Willys Geburt starb. Haeseler heiratete am 4. Juli 1873 in Schwerin Cäcilie von Oertzen (1843–1919).
Im Jahr 1856/57 war Haeseler Kadett der 1. Kompanie des Kadettenhauses in Potsdam. Nach seiner Übernahme in die Preußische Armee war er u. a. vom 15. Januar 1887 bis 15. Juni 1891 Kommandeur des 2. Leib-Husaren-Regiments Nr. 2. Anschließend kommandierte Haeseler bis Mai 1895 die 8. Kavallerie-Brigade in Erfurt.
Im Jahr 1902 wurde Haeseler als Gutsherr auf Vilz (824 Hektar, heute Ortsteil von Tessin) in die mecklenburgische Ritterschaft aufgenommen. Nach dem Ersten Weltkrieg war er von 1919 bis zu seinem Tod der 5. Kommendator der Mecklenburgischen Genossenschaft des Johanniterordens. Über 30 Jahre war Haeseler Mitglied des Vereins für Mecklenburgische Geschichte und Altertumskunde sowie langjähriges Mitglied im Verwaltungsvorstand des Stifts Bethlehem in Ludwigslust.
Sowohl Haeseler als auch seine Ehefrau Cäcilie sind beide in Vilz begraben.

## Auszeichnungen
- Großkreuz des Greifenordens[5]
- Mecklenburg-Schwerinsches Militär-Verdienstkreuz I. Klasse
- Eisernes Kreuz  II. und I. Klasse
- Roter Adlerorden II. Klasse mit Stern
- Königlicher Kronen-Orden (Preußen) II. Klasse mit Stern
- Rechtsritter des Johanniterordens
- Komtur I. Klasse des Herzoglich Sachsen-Ernestinischen Hausordens
- Ehrenkreuz II. Klasse des Schaumburg-Lippischen Hausordens
- Komtur des Franz-Joseph-Ordens[6]
- Dienstauszeichnungskreuz
- Erinnerungskreuz für 1866
- Kriegsdenkmünze für die Feldzüge 1870–71